# Norrlands dragonregementes detachement i Boden
Norrlands dragonregementes detachement i Boden (K 4 B) var ett kavalleriförband inom svenska armén som verkade åren 1928–1938. Förbandsledningen var förlagd i Bodens garnison i Boden.

## Historia
Den 1 januari 1928 bildades Norrlands dragonregementes detachement i Boden. I Kungl. Maj.ts proposition 1925:50 gick att läsa Vartdera av Skånska husarregementet och Skånska dragonregementet åter är avsett att organiseras å regementsstab samt två bataljoner om fyra skvadroner. I avvaktan på uppsättande av Norrbottens kavallerikår, vilken skulle bestå av kårstab och två skvadroner, har emellertid tillsvidare varje bataljon varit organiserad å fem skvadroner. Jämväl vid dessa båda regementen hava genom utbrytning från skvadronerna under vissa tider av året bildats en särskild kulsprutetropp och två särskilda signalavdelningar.
Den 1 oktober 1938 överfördes skvadronen till Stockholm och blev en del av Livregementet till häst.

## Verksamhet
När detachementet bildades utgjordes det en ryttarskvadron ur Norrlands dragonregemente, vilken ingick i Bodens trupper.

## Förläggningar och övningsplatser
Den 3 november 1927 förlades Norrlands dragonregementes detachement i Boden förlades till den västra kasernen i kasernetablissement längs Sveavägen. 
Kasernetablissementet i sig delades med Norrlands artilleriregementes detachement i Boden, ett kasernetablissement vilket ursprungligen uppförts för Norrbottens kavallerikår. Norrbottens kavallerikår kom dock aldrig att uppsättas, även om ett namn hade antagits samt ett kasernetablissement uppförts. Kasernetablissementet uppfördes 1910 efter 1901 års härordnings byggnadsplan efter Fortifikationens typritningar, dock med avsteg att kasernerna endast uppfördes i tre våningar och ej fyra våningar som typritningarna visar. Sydväst om kasernetablissementet i anslutning till Hedenbron uppfördes två officersbyggnader öster om Hedenbrovägen, samt tre officersbyggnader väster om Hedenbrovägen. År 2016 kvarstod endast de två officersbyggnader öster om Hedenbrovägen.
Den 1 april 1910 förlades Norrlands artilleriregementes detachement i Boden till kasernetablissementet.
Den 3 november 1927 tillkom ytterligare ett förband till kasernområdet, då Norrlands dragonregementes detachement i Boden förlades till kasernetablissementets västra kasernen. Den 1 oktober 1938 upplöstes Norrlands dragonregementes detachement i Boden. I dess ställe övertogs kasernen den 19 juli 1940 av Bodens signalkompani (S 1 B), vilka var förlagda där fram till den 31 oktober 1945, då signalkompaniet istället samgrupperades med Norrbottens regemente vid Norrbottensvägen.
Norrlands artilleriregementes detachement blev den 1 januari 1928 ett självständigt förband under namnet Norrbottens artillerikår. Efter att signalkompaniet lämnat kasernområdet blev Norrbottens artillerikår ensamt förband på området. Artillerikåren avvecklades den 30 juni 1951 och uppgick som en fältartilleridivision i Bodens artilleriregemente. Dock kvarstod fältartilleridivision vid Sveavägen fram till 1954.
Efter avvecklingen av Norrbottens artillerikår och artilleridivisionen lämnat området, övertogs kasernområdet den 1 juli 1954 av Signalbataljonen i Boden (S 3). Åren 1953–1966 var även delar av staben för Övre Norrlands militärområde förlagd till kasernetablissementets kanslihus. Åren 1955–1975 var staben för Bodens försvarsområde lokaliserade till kanslihuset. Den 1 juli 1975 uppgick försvarsområdesstaben i Bodens artilleriregemente och förlades till Åbergsleden. Signalbataljonen kom dock att kvarstå och verka i olika former på området fram till sommaren 2005. Den 1 september 2005 övertogs kasernområdet av Artilleriregementet (A 9) och från den 1 januari 2022 Bodens artilleriregemente. Vid kasernetablissemanget finns en minnesplatta över Norrbottens artillerikår på kasernvakten, en minnesplatta över Norrbottens artillerikår på en av kasernerna och en minnessten över Norrlands signalkår.

## Förbandschefer
- 1928–1938: ???

## Namn, beteckning och förläggningsort
| Kungl. Norrlands dragonregementes detachement i Boden | 1928-01-01 | – | 1938-09-30 |

| K 4 B | 1928-01-01 | – | 1938-09-30 |

| Bodens garnison (F) | 1928-01-01 | – | 1938-09-30 |

## Galleri

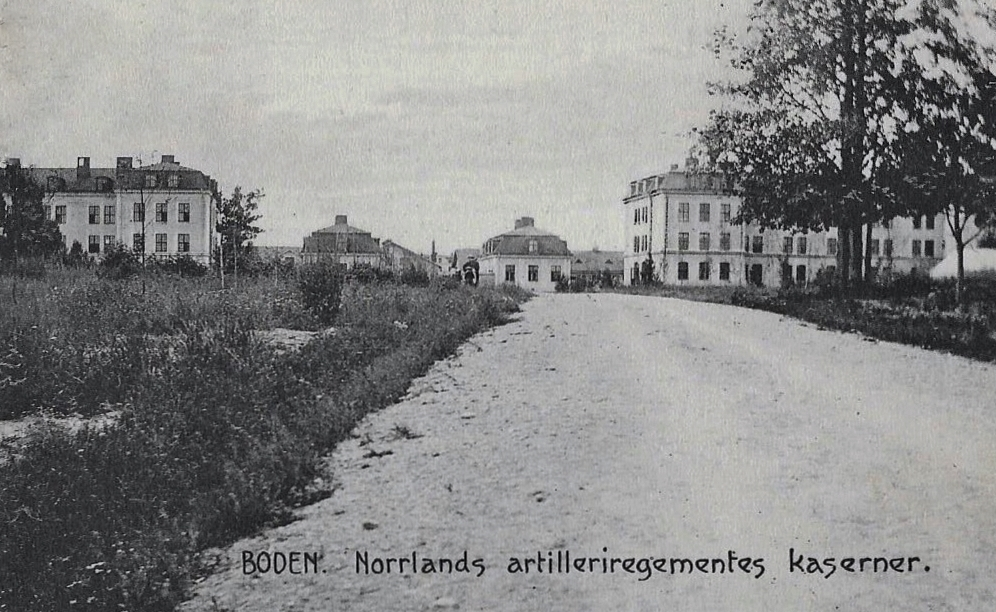
Kasernerna någon gång mellan 1910 och 1927 sett från Drottninggatan.
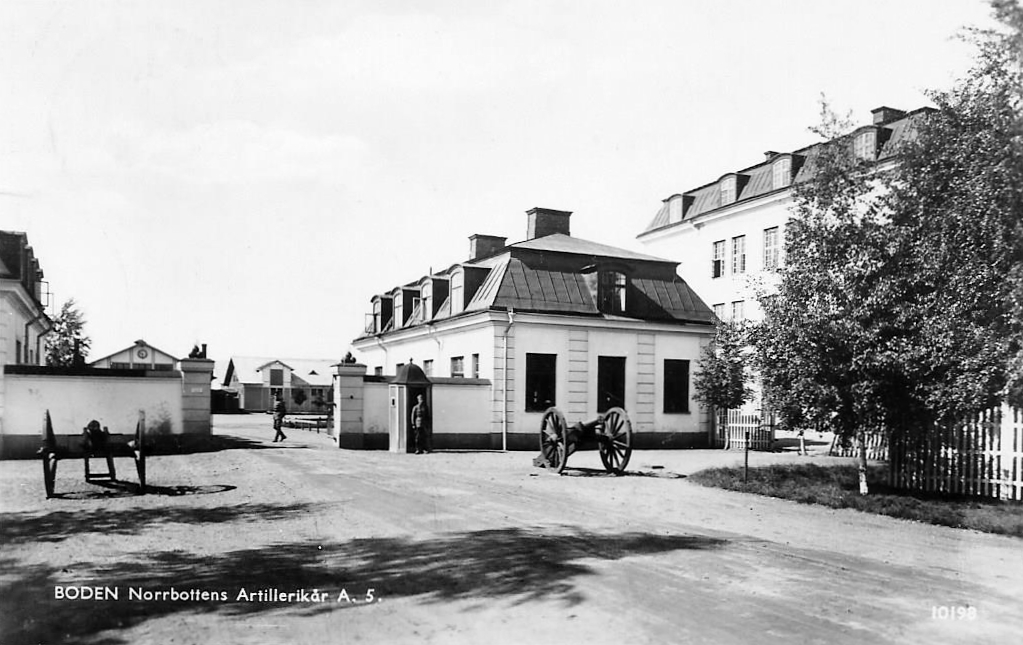
Kasernvakten 1928 vid Norrbottens artillerikår.
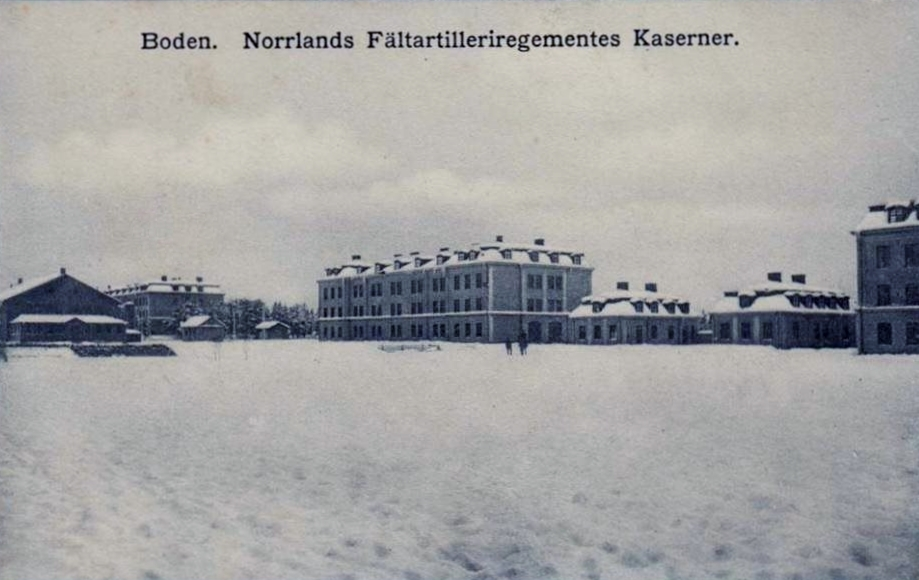
Kasernvakten sedd från kaserngården.
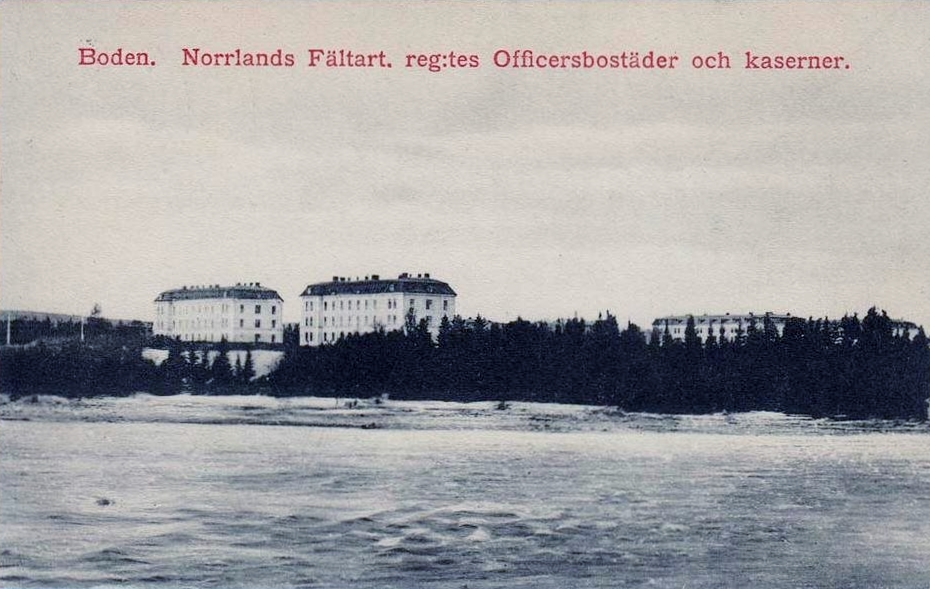
Norrbottens artillerikårs officersbostäder sedd från Lule älv.